# Hypercalymnia occidentalis
Hypercalymnia occidentalis är en fjärilsart som beskrevs av Pierre E.L. Viette 1967. Hypercalymnia occidentalis ingår i släktet Hypercalymnia och familjen nattflyn. Inga underarter finns listade i Catalogue of Life.